# Олимпийский комитет Финляндии
Олимпийский комитет Финляндии (фин. Suomen Olympiakomitea, швед. Finlands Olympiska Kommitté) — организация, представляющая Финляндию в международном олимпийском движении. Основана и зарегистрирована в МОК 2 декабря 1907 года.
Штаб-квартира расположена в Хельсинки. Является членом МОК, ЕОК и других международных спортивных организаций. Осуществляет деятельность по развитию спорта в Финляндии.
В августе 2013 года Комитет, ссылаясь на правила Международного Олимпийского комитета, которые запрещают любые политические выступления на спортивных соревнованиях, напомнил финским спортсменам о недопустимости любой политической активности на Олимпиадах.